# MAQMSR
1. WEITERLEITUNG IATF 16949 #Minimum Automotive Quality Management System Requirements for Sub-Tier Suppliers (MAQMSR)